# 塚本善隆
塚本 善隆（つかもと ぜんりゅう、1898年2月8日 - 1980年1月30日）は、浄土宗僧侶・仏教史学者。中国仏教研究の世界的権威。京都大学名誉教授。元日本学士院会員。

## 経歴
出生から修学期
1898年2月8日、愛知県海部郡七宝村（現・あま市）で生まれた。15歳の時に仏門に入った。佛教専門学校（現・佛教大学）で学び、1918年に卒業。その後は東京に出て宗教大学（現・大正大学）研究科に進み、1920年に卒業。博士課程は京都帝国大学文学部哲学科インド哲学専科で修め、仏教学を望月信亨、矢吹慶輝、椎尾弁匡に師事。1923年に修了し、その後は京都帝国大学文学部史学科東洋史専科で学んだ。東洋史学は桑原隲蔵、羽田亨に師事し、1926年に修了。同年4月からは仏教専門学校講師を務めた。
1928年7月、中華民国に渡って北京大学に留学。
仏教史学研究者として
1929年に帰国し、同年5月に東方文化学院京都研究所研究員に就いた。1948年2月、学位論文『北魏仏教史の研究』を京都大学に提出して文学博士号を取得。
太平洋戦争後
1949年に東方文化学院が廃止となり、京都大学に吸収合併となったことから以降は同大学文学部教授。1955年4月、貝塚茂樹の後を継いで京都大学人文科学研究所の第2代所長に就任（- 1959年9月）。1961年、同大学を定年退官。
1961年5月、京都国立博物館館長に就いた（- 1972年4月）。1973年、華頂短期大学学長に就任。1974年、京都大学名誉教授となった。在任中には、九州大学、神戸大学、佛教大学、名古屋大学、大正大学大学院、東北大学でも講師を務めた。学界では、1977年1月に日本学士院会員に選出された。
宗門においては、1942年10月から1974年10月まで、嵯峨清凉寺住職を務めた。在職中の1954年、本尊の釈迦如来像の胎内物調査を行い、五臓六腑の模造品をはじめとした多数の遺物が発見されて注目された。1980年に京都市で死去。

### 委員・役員ほか
- 文化財保護審議会専門委員(1963年～)
- 日中友好仏教協会会長。
- 三康文化研究所研究指導員

## 受賞・栄典
- 1972年11月：勲二等瑞宝章を受勲[1][2]。

## 研究内容・業績
京都帝国大学専科では、仏教学を望月信亨、矢吹慶輝、椎尾弁匡の下で学び、東洋史学を桑原隲蔵、羽田亨らの下で学んだ。仏教学・史学を併修した独自の学風であった。

## 家族・親族
- 娘婿：田村圓澄も仏教学者・古代史学者で、『法然伝』を著した。

## 著作
著書
- 『唐中期の浄土教』東方文化学院京都研究所 1933
  - 改訂版 法蔵館 1975
- 『支那佛教史研究：北魏篇』弘文堂書房 1942
  - 再版 清水弘文堂 1969
- 『日支佛教交渉史研究』弘文堂書房 1944
- 『大石仏』弘文堂「アテナ新書」 1953

- 『魏書釈老志の研究』仏教文化研究所出版部 1961
  - 改訂新版『魏書釈老志』魏収・撰、訳・注解、平凡社〈東洋文庫〉1990、ワイド版2008
- 『中国仏教通史』(第1巻) 鈴木学術財団 1968[注釈 1]
  - 英訳版 講談社インタ−ナショナル 1985[6]
  - 再版 春秋社 1979
- 『凡愚抄：塚本善隆遺文集』私家版・非売品 1982

著作集
- 『塚本善隆著作集』全7巻、大東出版社 1974-1976

1. 『魏書釈老志の研究』
2. 『北朝仏教史研究』
3. 『中国中世仏教史論攷』
4. 『中国浄土教史研究』
5. 『中国近世仏教史の諸問題』
6. 『日中仏教交渉史研究』
7. 『浄土宗史・美術篇、附著作目録ほか』

共編著
- 『肇論研究』編、法蔵館 1955
  - 第2版 1972、第3版 1989
- 『中国仏教集 仏教教育宝典 6』編著、玉川大学出版部 1983

論文
- CiNii>塚本善隆
- INBUDS>塚本善隆

## 塚本善隆に関する資料
- 『日本美術年鑑』昭和56年版, 240-241頁(東文研アーカイブス)

回想
- 『東方学回想 Ⅶ 先学を語る〈5〉』刀水書房、2000年 - 座談会での門下生達の回想